# Egor'evskij rajon (Territorio dell'Altaj)
Lo Egor'evskij rajon (in russo Егорьевский район?) è un rajon del kraj dell'Altaj, nella Russia asiatica; il capoluogo è Novoegor'evskoe. Il rajon, istituito nel 1935, ha una superficie di 2.500 chilometri quadrati e una popolazione di circa 14.000 abitanti.